# Greenwood (Toronto Subway)

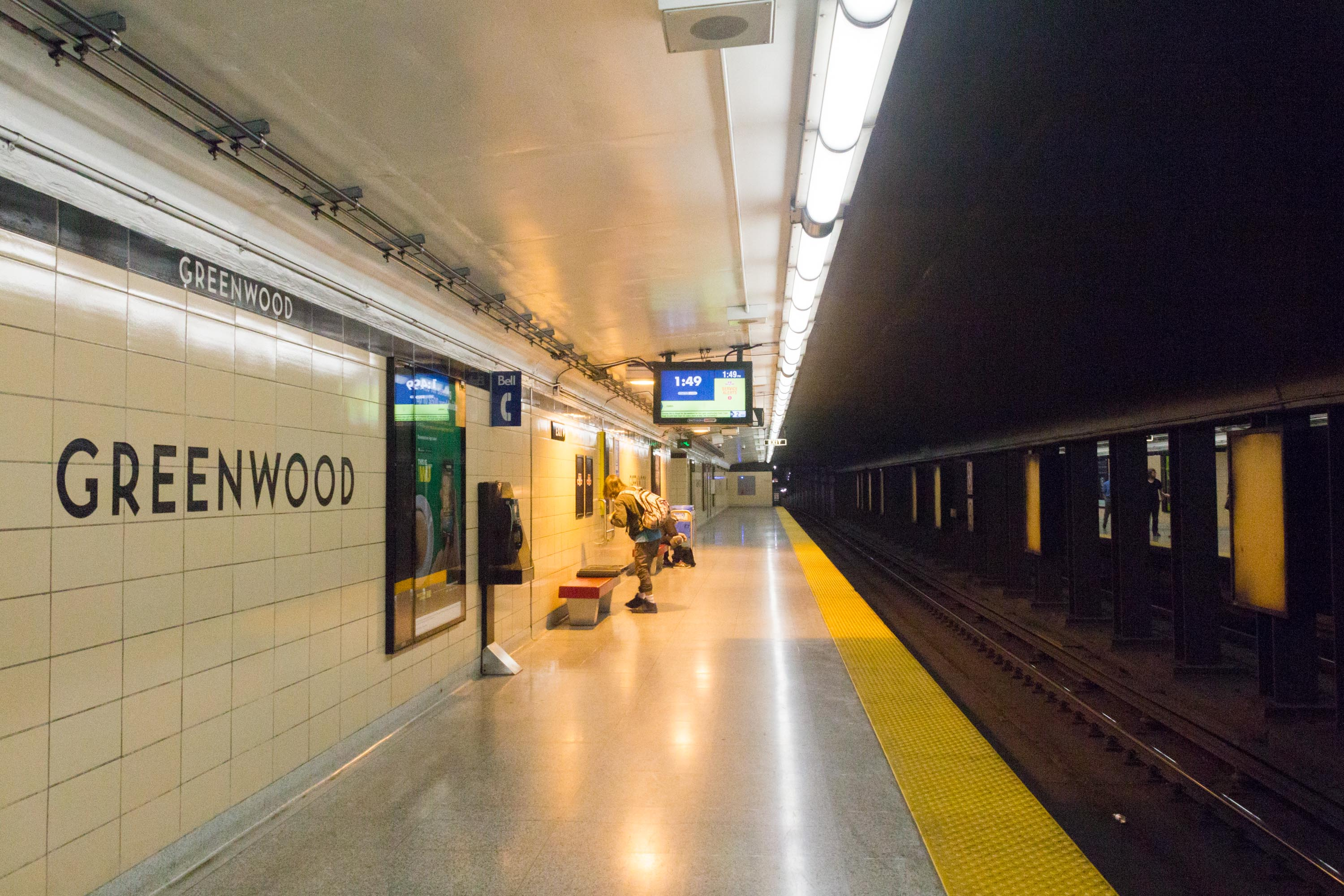
Blick auf einen der Bahnsteige

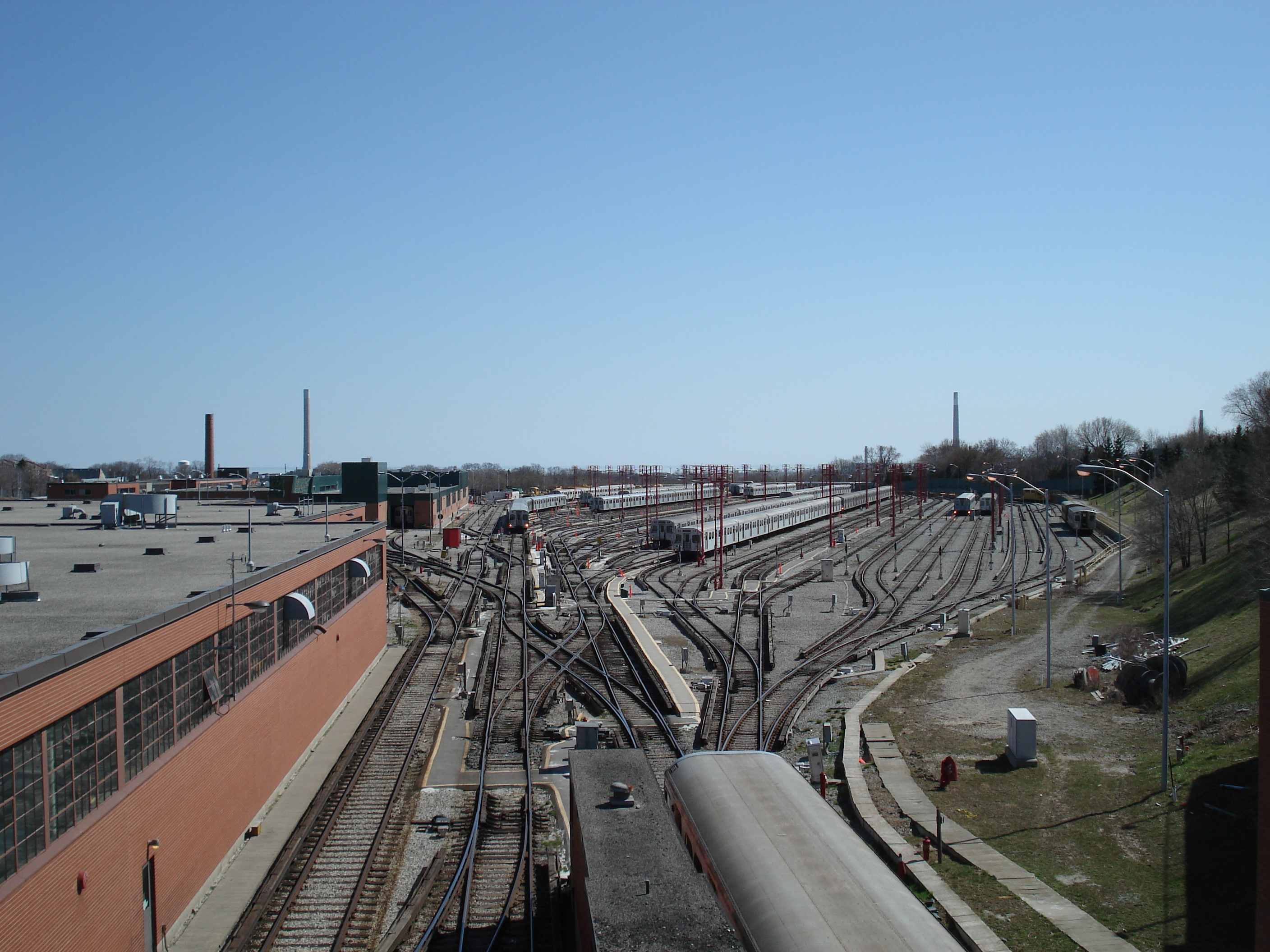
Greenwood Yard

Greenwood ist eine unterirdische U-Bahn-Station in Toronto. Sie liegt an der Bloor-Danforth-Linie der Toronto Subway, an der Kreuzung von Danforth Avenue und Linsmore Crescent (einen Block östlich der namensgebenden Greenwood Avenue). Die Station besitzt Seitenbahnsteige und wird täglich von durchschnittlich 11.080 Fahrgästen genutzt (2018).
Es besteht eine Umsteigemöglichkeit zu einer Buslinie der Toronto Transit Commission. Die Eröffnung der Station erfolgte am 26. Februar 1966, zusammen mit dem Abschnitt Keele – Woodbine. Westlich von Greenwood ermöglicht ein unterirdisches, vollständig niveaufreies und doppelspuriges Gleisdreieck den Zugang zum Betriebshof Greenwood Yard, wo sich auch die Hauptwerkstätte der Toronto Subway befindet. Der Betriebshof wurde in den Jahren 1963 bis 1965 erbaut, ist etwa zwölf Hektar groß und besitzt einen direkten Anschluss zum Eisenbahnnetz (Hauptlinie der Canadian National Railway). Rund die Hälfte des gesamten Fuhrparks der Subway kann dort abgestellt werden.